# Egg (hudební skupina)
Egg byla britská progresivní rocková skupina. Skupina vznikla v lednu 1969 a byla součástí Cantenburské scény. Skupina se skládala z varhaníka Dave Stewarta, baskytaristy a zpěváka Mont Campbella a bubeníka Clive Brookse. Skupina se rozpadla po vydání dvou alb v roce 1972. V roce 1974 byla obnovena a vydala své poslední album.

## Diskografie
Studiová alba
- Egg (1970)
- The Polite Force (1971)
- The Civil Surface (1974)